# Hampeella alaris
Hampeella alaris là một loài rêu trong họ Ptychomniaceae. Loài này được (Dixon & Sainsbury) Sainsbury mô tả khoa học đầu tiên năm 1951.